# Nový rybník (Kněžmost)
Nový rybník, někdy nazývaný též Nový Solec, je velký rybník o rozloze vodní plochy 8,97 ha nalézající se na říčce Kněžmostka asi 1,5 km jižně od centra města Kněžmost v okrese Mladá Boleslav. 
Rybník je využíván pro chov ryb.

## Galerie

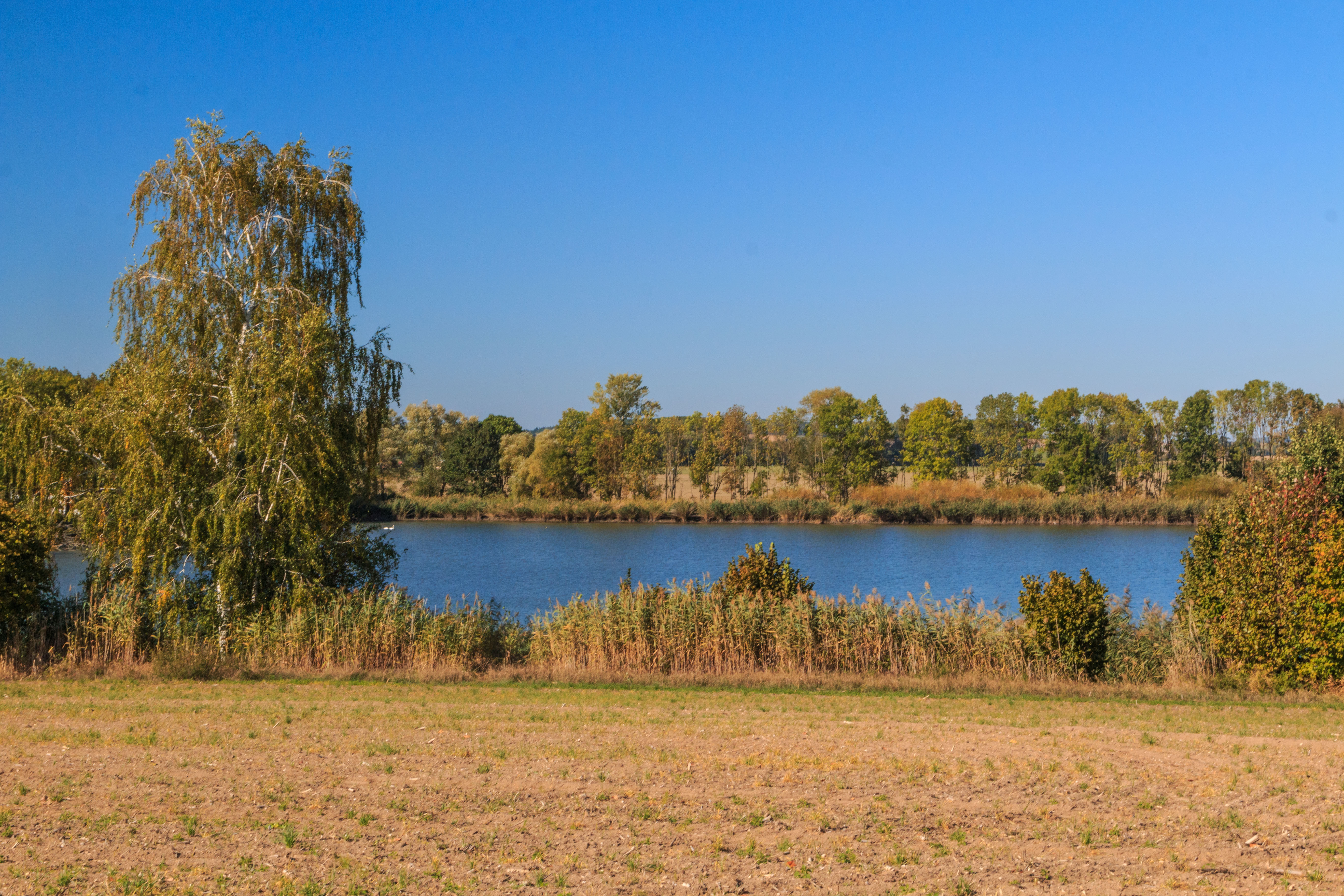
pohled na Nový rybník u Kněžmostu
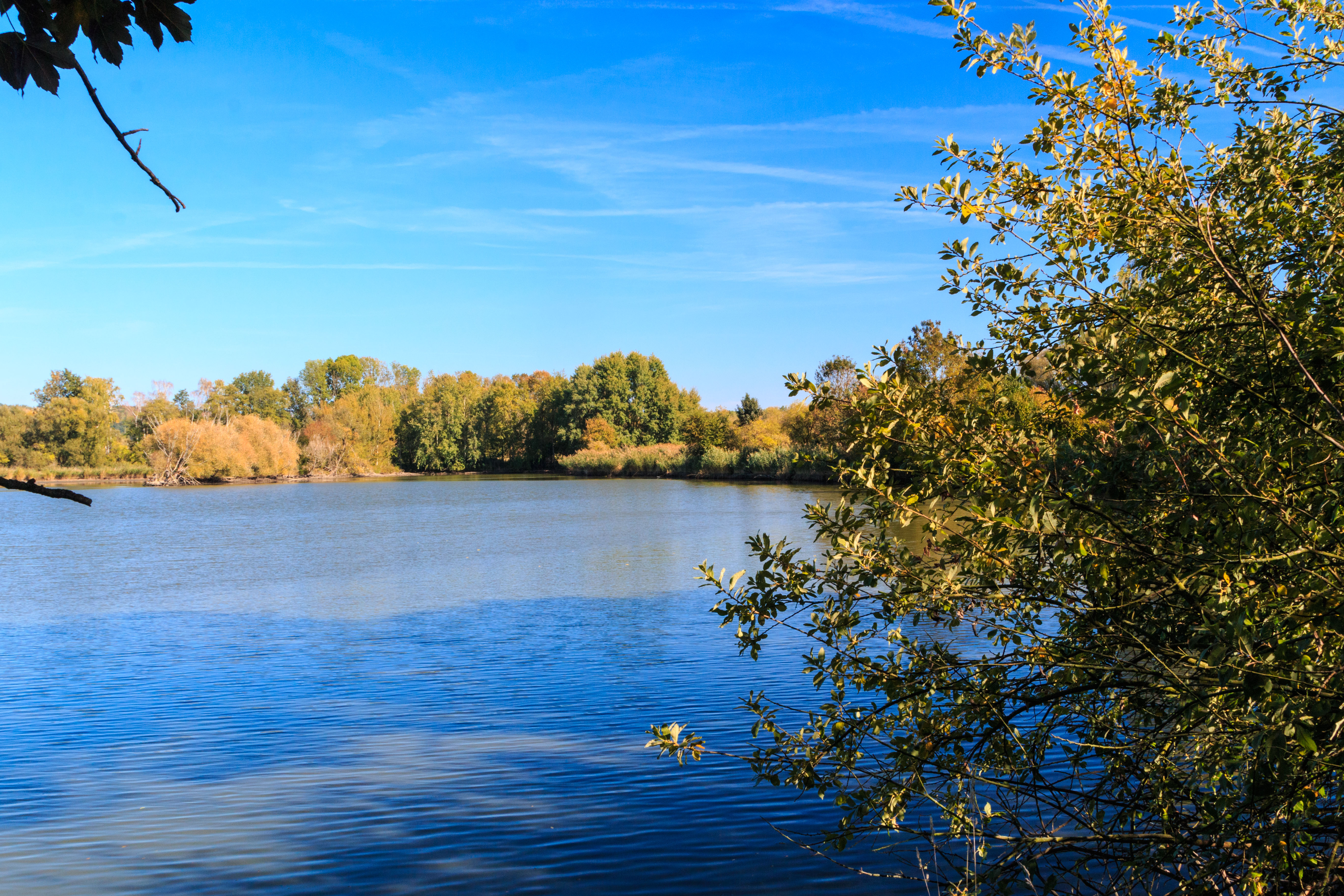
pohled na Nový rybník u Kněžmostu
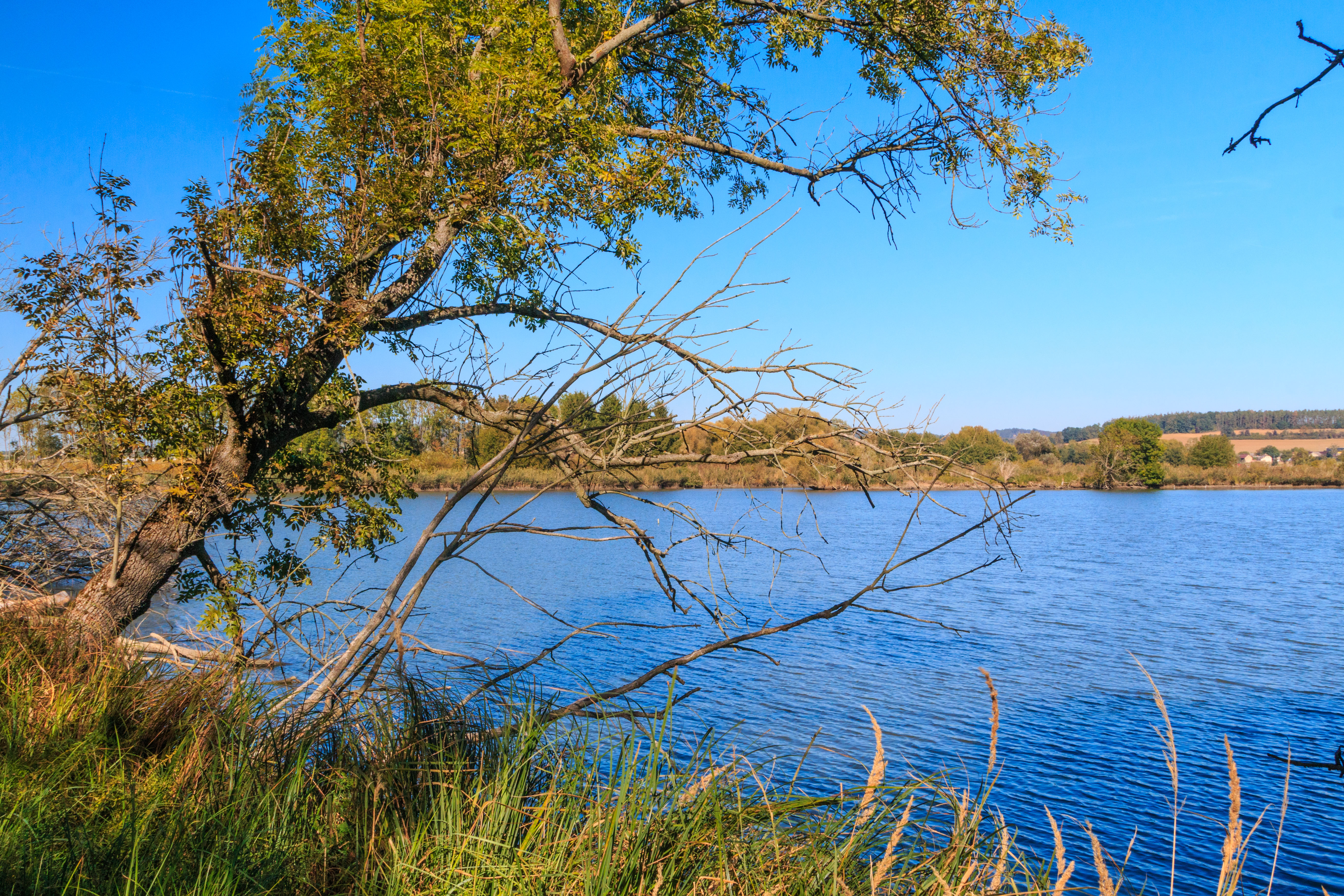
pohled na Nový rybník u Kněžmostu
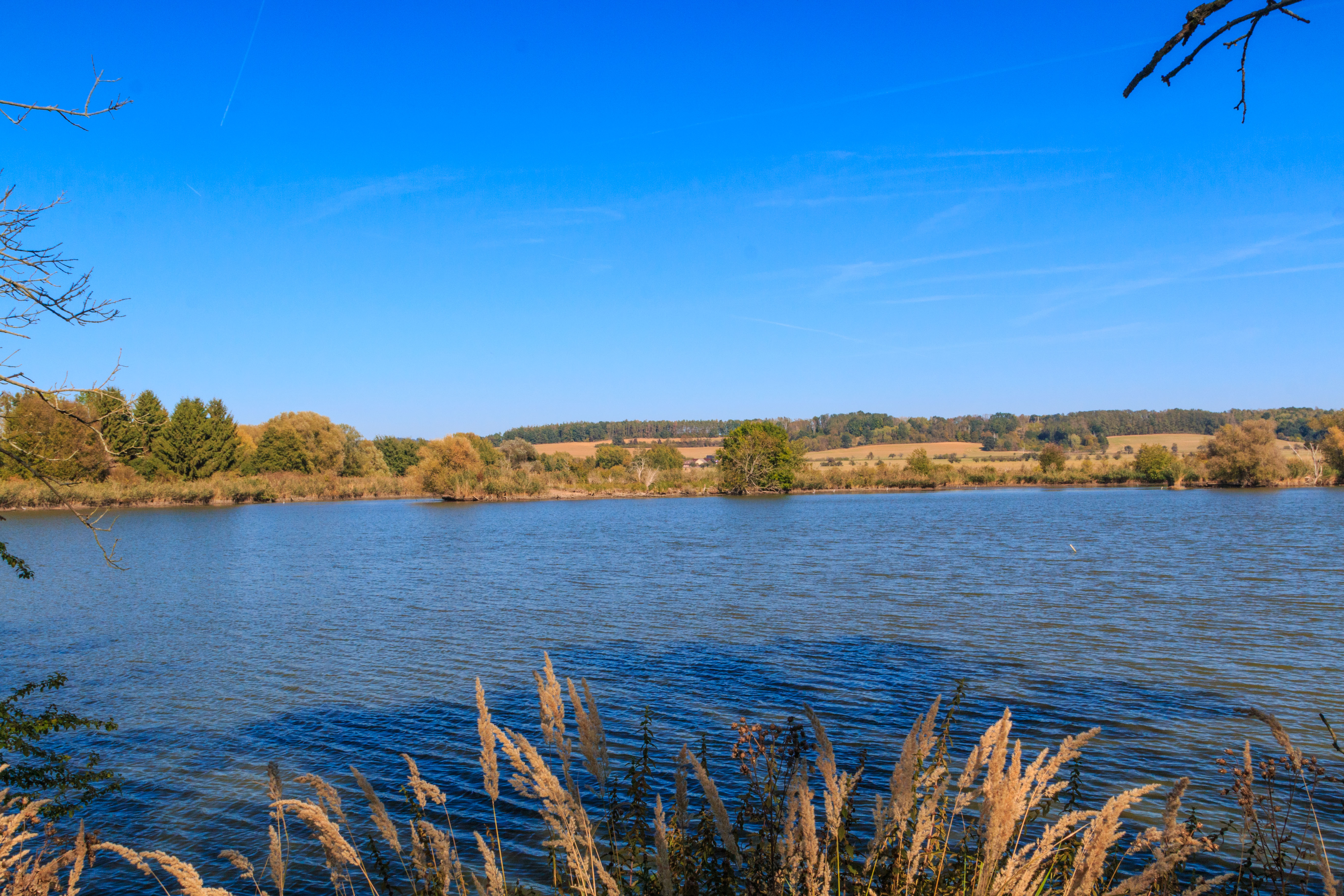
pohled na Nový rybník u Kněžmostu